# Ruusluoma
Ruusluoma är en sjö i Finland. Den ligger i kommunen Euraåminne (före 2017 i Luvia) i landskapet Satakunta, i den sydvästra delen av landet, 230 km nordväst om huvudstaden Helsingfors. Ruusluoma ligger 3 meter över havet. Arean är 3,6 hektar och strandlinjen är 1,08 kilometer lång. Sjön  ingår i Egentliga Bottenhavets avrinningsområde.   Den ligger på ön Lindikmo. I omgivningarna runt Ruusluoma växer i huvudsak blandskog.